# 少疣长方蟹
少疣长方蟹（学名：Metaplax takahashii），又名高橋長方蟹，长方蟹属的动物，舊屬方蟹科，今屬方蟹總科弓蟹科圓方蟹亞科。
分布于台湾以及中国大陆的广东、福建等地，生活环境为海水，多栖息于河口咸淡水区。